# Consell de l'Audiovisual de la Comunitat Valenciana
|  | No s'ha de confondre amb Corporació Valenciana de Mitjans de Comunicació. |

El Consell de l'Audiovisual de la Comunitat Valenciana, també conegut per les seues sigles CACV, és l’autoritat audiovisual independent encarregada de vetlar pel respecte dels drets, llibertats i valors constitucionals i estatutaris en l’àmbit dels mitjans audiovisuals al País Valencià i pel compliment de la normativa vigent en matèria audiovisual i de publicitat, d’acord amb els principis d’actuació i funcions que li atribueixen l’Estatut d’autonomia i la Llei 10/2018, de 18 de maig, de la Generalitat, de creació del Consell de l’Audiovisual de la Comunitat Valenciana (CACV).
Compta, a més, amb competències reguladores i sancionadores sobre els continguts del sector, inclosos els formats i les vies de transmissió, atenent a les prioritats derivades de l'interès públic i la responsabilitat davant la ciutadania. El Consell de l'Audiovisual Valencià intervindrà també en els processos d'adjudicació de llicències. Així mateix, tindrà competències en la gestió de l'arxiu audiovisual que puga crear la Generalitat Valenciana.
Els seus membres són persones de reconegut prestigi i experiència en l'àmbit de la comunicació audiovisual, i el seu mandat va més enllà de la legislatura, de tal manera que es desvincula el seu nomenament del període de sessions i el mandat parlamentari.